# Trigonocapnos
Trigonocapnos es un género con dos especies de la  subfamilia Fumarioideae antigua familia Fumariaceae.

## Especies
- Trigonocapnos curvipes Schltr.
- Trigonocapnos lichtensteinii (Cham. & Schlecht.) Lidén